# Apomys camiguinensis
Apomys camiguinensis es una especie de roedor de la familia Muridae.

## Distribución geográfica
Son endémicos de Camiguín (Filipinas). 